# Phanerotomella spinosa
Phanerotomella spinosa är en stekelart som beskrevs av Granger 1949. Phanerotomella spinosa ingår i släktet Phanerotomella och familjen bracksteklar. Inga underarter finns listade i Catalogue of Life.